# Gil Blas (publicació)
Gil Blas és un diari de premsa escrita francesa, fundat pel periodista i polític Auguste Dumont, i que es va publicar del novembre de 1879 al març de 1940.
De periodicitat diària, fins al 1914, va passar a tenir una periodicitat episòdica, especialment entre els anys 1921 i 1940. La qualitat artística del seu suplement setmanal, anomenat Gil Blas Il·lustrat, explica bona part del gran èxit de públic que va arribar a tenir.

## Història del títol

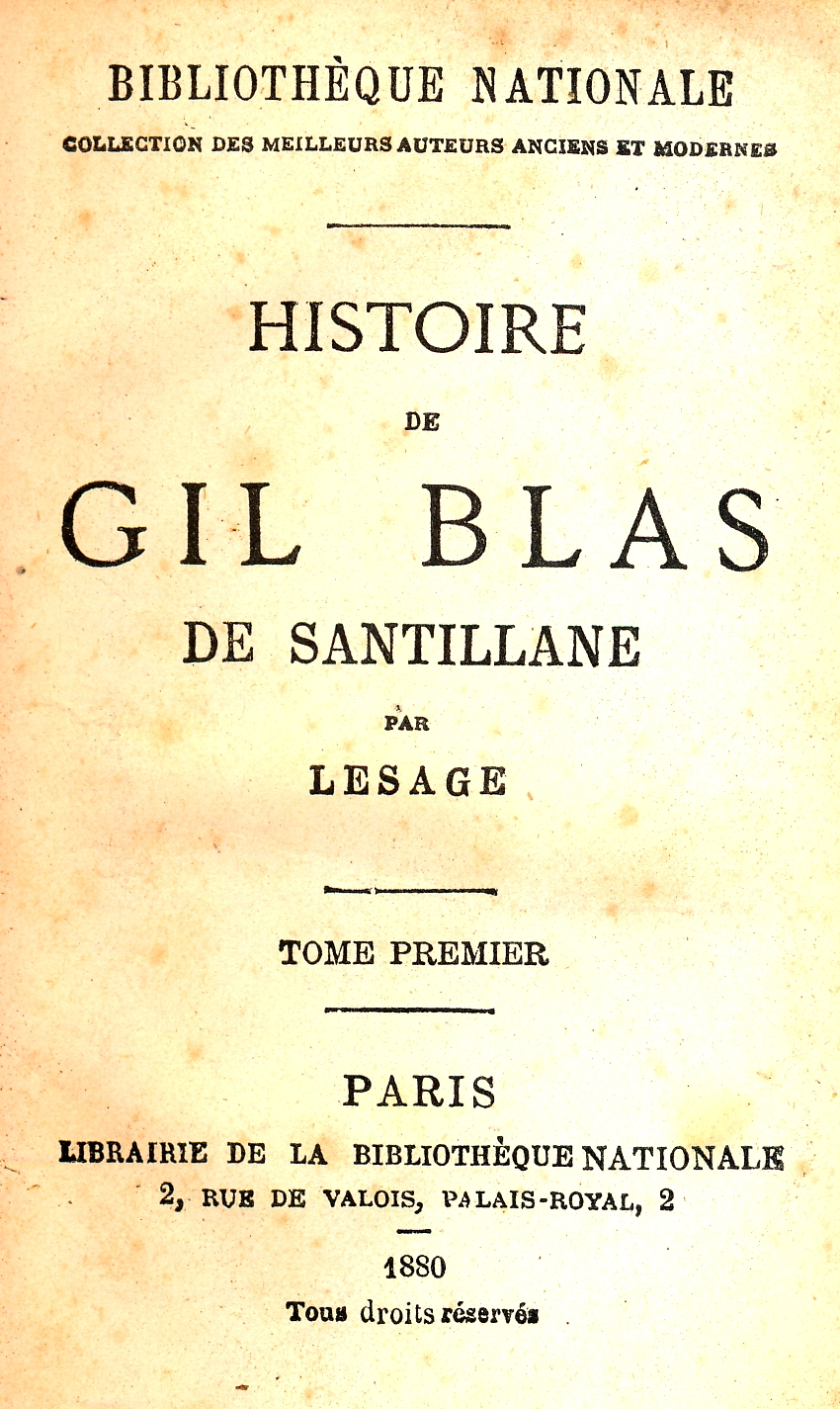
Alain-René Lesage: Història de Gil Blas de Santillane, Librairie de la BNF, París, 1880

Nascut als turbulents inicis de la Tercera República, Gil Blas pren el seu títol de la Història de Gil Blas de Santillane (1715), una novel·la picaresca d'Alain-René Lesage que protagonitza un pobre home enfrontat a les diferències socials. Aquest va ser un llibre que va tenir un gran èxit en el seu temps.
El fundador del diari, el periodista Auguste Dumont, que havia acumulat una gran experiència a la premsa, ho explica al seu programa: « Ens va semblar senzill i lògic agafar el seu heroi com a títol d'un diari que vol ser alegre sense trivialitat, veritable sense cinisme, rebel sense malícia, humà [...], francès en varietat i gust, viu.... » . El lema del diari era "Entreniu a la gent que hi passa, complau-los avui i torneu-ho a fer l'endemà», cita de Jules Janin, prefaci a la reedició de la novel·la de Lesage.
El primer número va sortir el 19 de novembre del 1879, sota la direcció d'Auguste Dumont. El preu de presentació era de 15 cèntims per 4 pàgines. La seu de París es trobava al número 19 del boulevard des Capucines. En Quatrelles (Ernest-Louis-Victor-Jules L'Épine) fou el primer escriptor que inaugurà una sèrie de novel·les en sèrie en aquesta publicació. Després d'un inici difícil, Gil Blas va anar trobant el seu públic fidel.

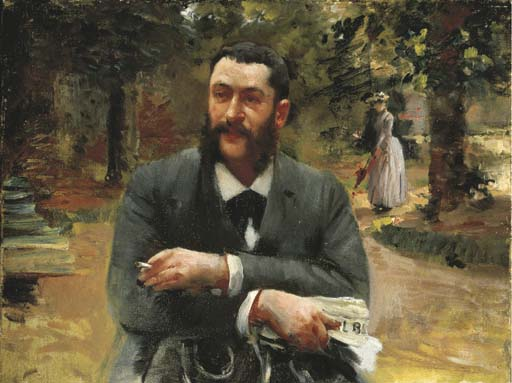
L'home del Gil Blas.
Gustave Caillebotte, 1880. Col·lecció particular, venda 2002

El 1880, el pintor Gustave Caillebotte va representava al seu amic Richard Gallo assegut al Parc Monceau amb un exemplar del diari Gil Blas a les mans. Aquest detall pot tenir a veure amb el fet que el diari sovint defensava el treball de “l'escola naturalista", i molt en particular l'obra d'Émile Zola, al llarg de la dècada de 1880.

### Gil Blas, suplement setmanal il·lustrat

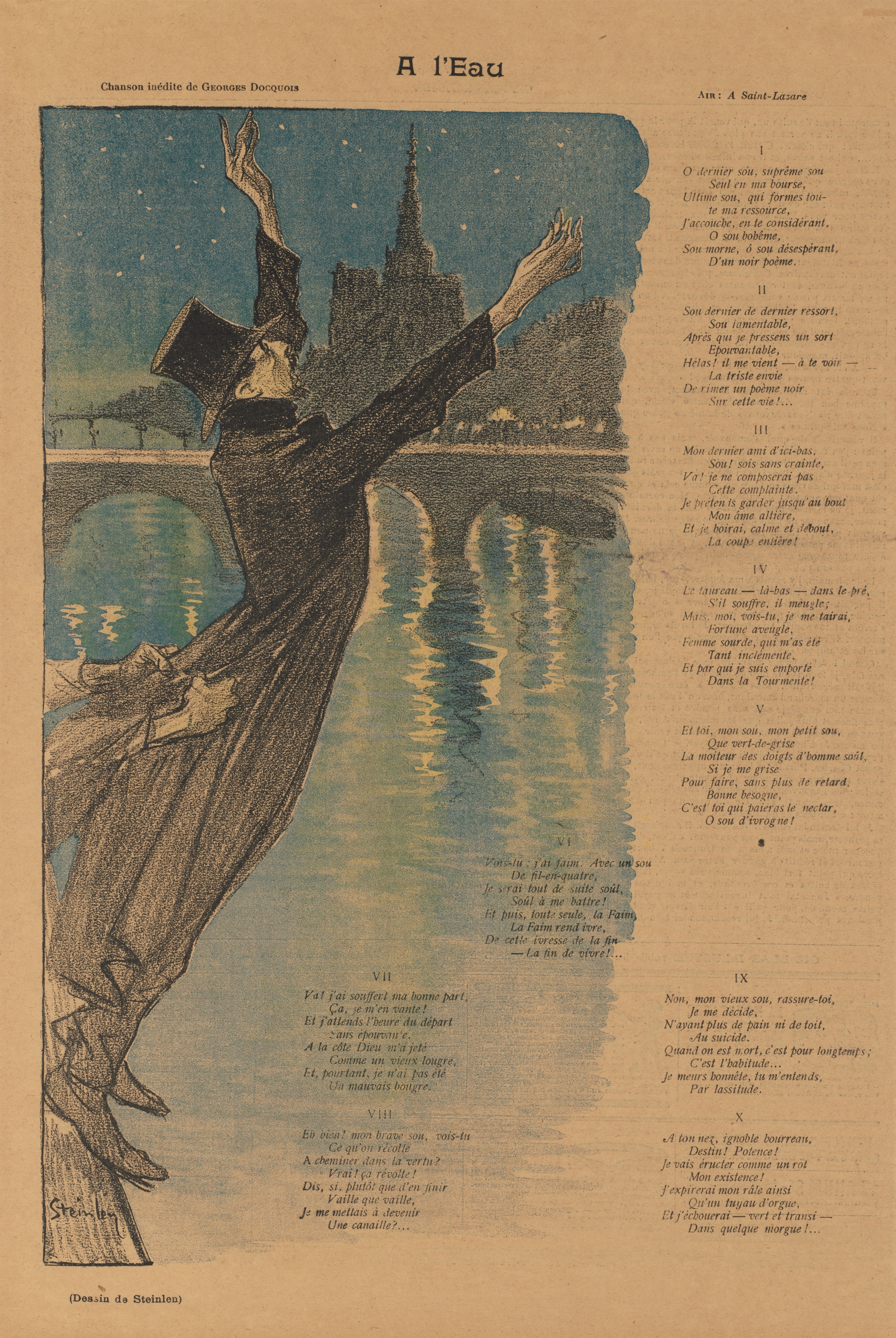
“A l'aigua!", il·lustració de Théophile Alexandre Steinlen, publicada a Gil Blas Illustré (1896)

Després de la mort d'Auguste Dumont, el maig del 1885, Gil Blas va ser revifat per l'impressor Éloi Dubuisson, que va crear un suplement setmanal, el 30 de maig del 1891, titulat Gil Blas il·lustrat. Venut per 5 cèntims, amb il·lustracions originals en color, va servir com a bonificació per als subscriptors de Gil Blas. L'any 1892, el banquer Victor Antoine Desfossés es va convertir en el seu principal administrador.
Les vendes van començar llavors a enlairar-se. La tirada, que va començar amb 160.000 exemplars, va augmentar a més de 260.000, el juliol de 1893. El suplement tant oferia cançons, entre d'altres d'artistes com Aristide Bruant, Léon Xanrof, Marcel Legay o Yvette Guilbert, com també poemes, entre els quals “Primera tarda" d'Arthur Rimbaud, en el seu número del diumenge, 29 de novembre de 1891, poques setmanes després de la seva mort.
Les novel·les van anar a Gil Blas apareixent regularment, en format de fulletons. Destaquen Au Bonheur des Dames (El paradís de les dames) (1882-1883), Germinal (1884) i L'Œuvre d'Émile Zola, o X... novel·la improvisada, escrita a diverses mans, de Georges Courteline, Jules Renard, George Auriol, Tristan Bernard i Pierre Veber. A més, durant aquest període, el diari va publicar molts articles i relats de Guy de Maupassant.
El 1896, mentre vivia a París, Albert Langen va tenir la idea de llançar Simplicissimus a Alemanya, inspirant-se en l' il·lustrat Gil Blas, seguint els consells del seu amic artista i dissenyador Théophile Alexandre Steinlen.

### Evolució
A principis de la dècada de 1890, el diari esdevingué potencialment molt rendible i va interessar als inversors del món de les finances, com ara al corredor de borsa Victor Antoine Desfossés. L'any 1911, amb l'arribada d'en Pierre Mortier, el diari augmentà a 6 pàgines i el preu de venda baixà a 10 cèntims.
El diari, com moltes altres publicacions, va haver de suspendre la seva sortida, per primera vegada a la seva història, l'endemà del 4 d'agost del 1914, arran de l'esclat de la Primera Guerra Mundial. Tanmateix, Mortier va rellançar el diari el 20 de gener del 1921 i va romandre com a director fins al març de 1940 .

## Directors
- Auguste Dumont, del 1879 al maig del 1885.
- Éloi Dubuisson, impressor.
- Victor Antoine Desfossés, a partir de 1892.
- René d'Hubert.
- Jean Albiot, del desembre de 1894 al juny de 1895.
- Jules Guérin, redactor en cap del gener de 1892 al 1894.
- Fernand Xau (1852-1899), antic empresari de Buffalo Bill durant la gira francesa de Buffalo Bill's Wild West Show. Va crear el diari Le Journal.
- Francesc Chevassu.
- Antonin Périvier, del 1903 al 1909.
- Paul Ollendorff, del 1903 al 1911.
- Henri de Noussanne i Pierre de Maroussein el 1909, ocasionalment.
- Pierre Mortier, del 1911 al 1917 i després entre els anys 1921 i 1940.

## Col·laboradors cèlebres
- Alphonse Allais
- Marquis de Alta Villa
- Paul Arène
- George Auriol
- Théodore de Banville
- Jules Barbey d'Aurevilly
- René Benjamin
- Émile Bergerat
- Tristan Bernard
- Léon Bloy
- Paul Bourget
- René Boylesve
- Jean-Jacques Brousson
- Henri Brégeot dit Henri Vaudémont, dit Gringoire
- Robert Caze
- Léon Cladel
- Georges Courteline
- Claude Debussy
- Charles Desteuque
- Charles Devaux (baron de Vaux)
- Georges d'Esparbès
- Étienne Grosclaude dit Philidor
- Clovis Hugues
- Maurice Leblanc
- Camille Lemonnier
- Jean Lorrain
- Étienne Mairesse (Georges Duret)
- Guy de Maupassant
- Hector Malot
- Pierre de Maroussein
- Catulle Mendès
- Mie d'Aghonne
- Octave Mirbeau
- Henri de Noussanne
- Georges Ohnet
- Richard O'Monroy
- Gabriel Mourey
- Antonin Périvier
- Jules Poignand (Montjoyeux)
- Jules Renard
- Jean Richepin
- Henri Rochefort
- Aurélien Scholl
- Gaston Serpette
- Séverine
- Armand Silvestre
- Adolphe Tavernier
- Jules Vallès
- Ludovic de Vaux[8]
- Louis Vauxcelles
- Pierre Veber
- Villiers de L'Isle-Adam
- Émile Zola

## Il·lustradors destacats
- Paul Balluriau
- Lubin de Beauvais
- José Belon
- Georges Carré
- Alfred Choubrac
- Léon Choubrac dit Hope
- Eugène Cottin
- Jean d'Aurian
- Gustave Droz
- George Edward
- Florane
- Jules Fontanez
- Jules Grün
- Albert Guillaume
- Guydo
- Maurice Lefebvre-Lourdet
- Louis Legrand
- Tony Minartz
- Benjamin Rabier
- Sandy-Hook
- Steinlen

## Crítica

### Zola iGil Blas
| «                                                                      | Es va fundar un diari, el Gil Blas, que als seus inicis es va vendre força malament. Sovint preguntava amb curiositat als directors de publicacions rivals sobre les possibilitats d'èxit del nouvingut i aquests arronsaven les espatlles, amb un somriure de menyspreu; no els importava gens si no es venia. Tanmateix, aviat vaig veure com s'arrufava el nas dels directors: el Gil Blas es venia, s'havia especializat en unes cròniques lleugeres que l'acostaven a un públic especial, és a dir, u públic masculí, en general i, sobretot, dones que no odien les bromes amistoses. D'aquí que, en poques setmanes, va guanyar-se la ira creixent de la premsa virtuosa. De cap manera vull defensar “Gil Blas” però, en realitat, em sembla que el seu cas és fàcil d'analitzar. Certament, no es va fundar amb la intenció formal de corrompre la nació. Simplement, va apamar molt el seu públic; els nous diaris coneixen bé aquest període de vacil·lacions inicials, quan l'èxit no arriba i ho intenten tot, fins que el públic mossega l'ham. Bé! Gil Blas, després d'haver llençat uns quants articles obscurs a la pila, va notar que el públic mossegava el seu ham; i, a partir d'aleshores, no es va molestar d'aquest èxit, car va atorgar als seus lectors un tracte del seu gust. "Vil especulació, escola de perversió", diuen els indignats companys. Deu meu! M'agradaria veure un diari que rebutja allò que els seus subscriptors li demanen. (...) Així que em vaig subscriure a Gil Blas, per conèixer-lo. I hi llegeixo articles encantadors, per exemple les cròniques del senyor Théodore de Banville, amb una gràcia lírica, les històries tan fines i alegres del senyor Armand Silvestre, els estudis colorits del senyor Richepin; hi trobo tres poetes, la companyia dels quals és molt honorable. Malgrat és cert que la resta de la publicació és menys literària. | » |
| — Émile Zola, "De la critique: la Littérature obscène", agost del 1880 | |   |

### Avui
| «                                                                            | El Gil Blas és al seu primer any. Publicació mundana, una mica atrevida. Els seus companys no el coneixen prou com per prendre'l seriosament, cosa que no sempre és. Té bons columnistes a les columnes de xafarderies. “Tout-Paris”. | » |
| — Camille Moreel, "1880 à travers la presse : Dialogues et démocratie", 1997 | |   |

## Galeria

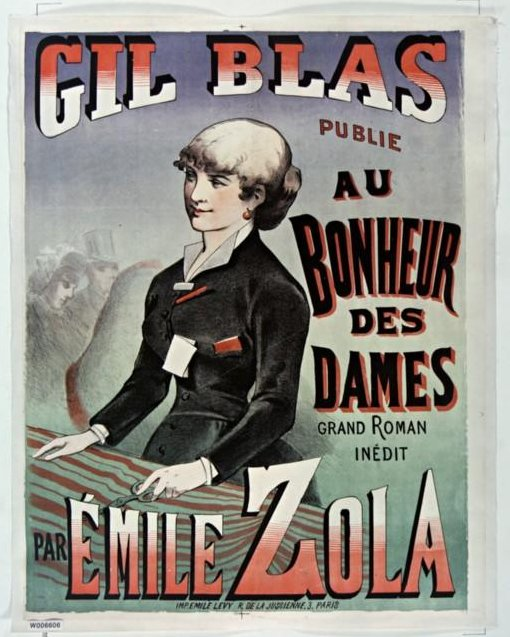
Anunci de la publicació d'El paradís de les damesd'Emile Zola, del 1882
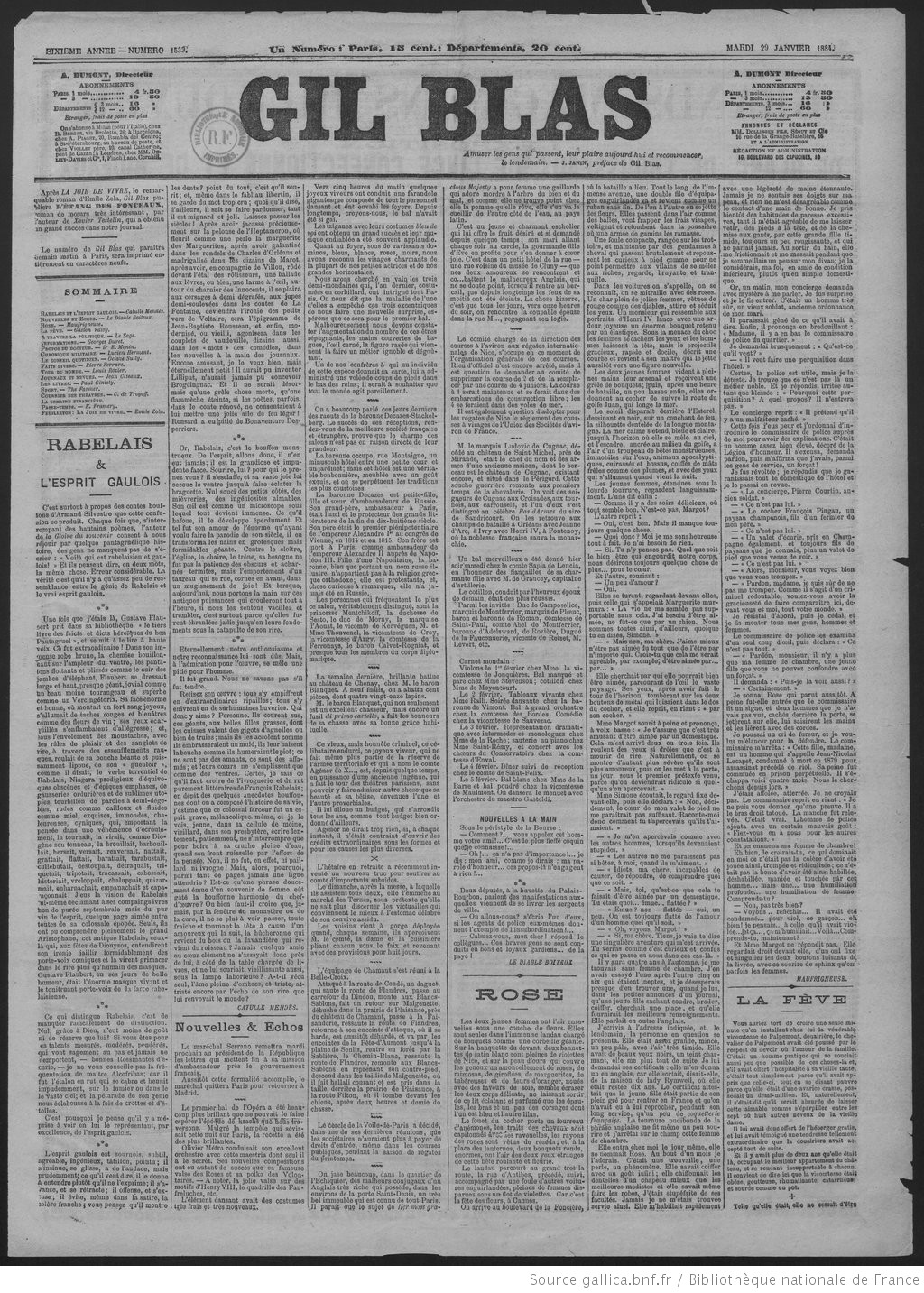
Portada del diari Gil Blas, del 29 de gener de 1884
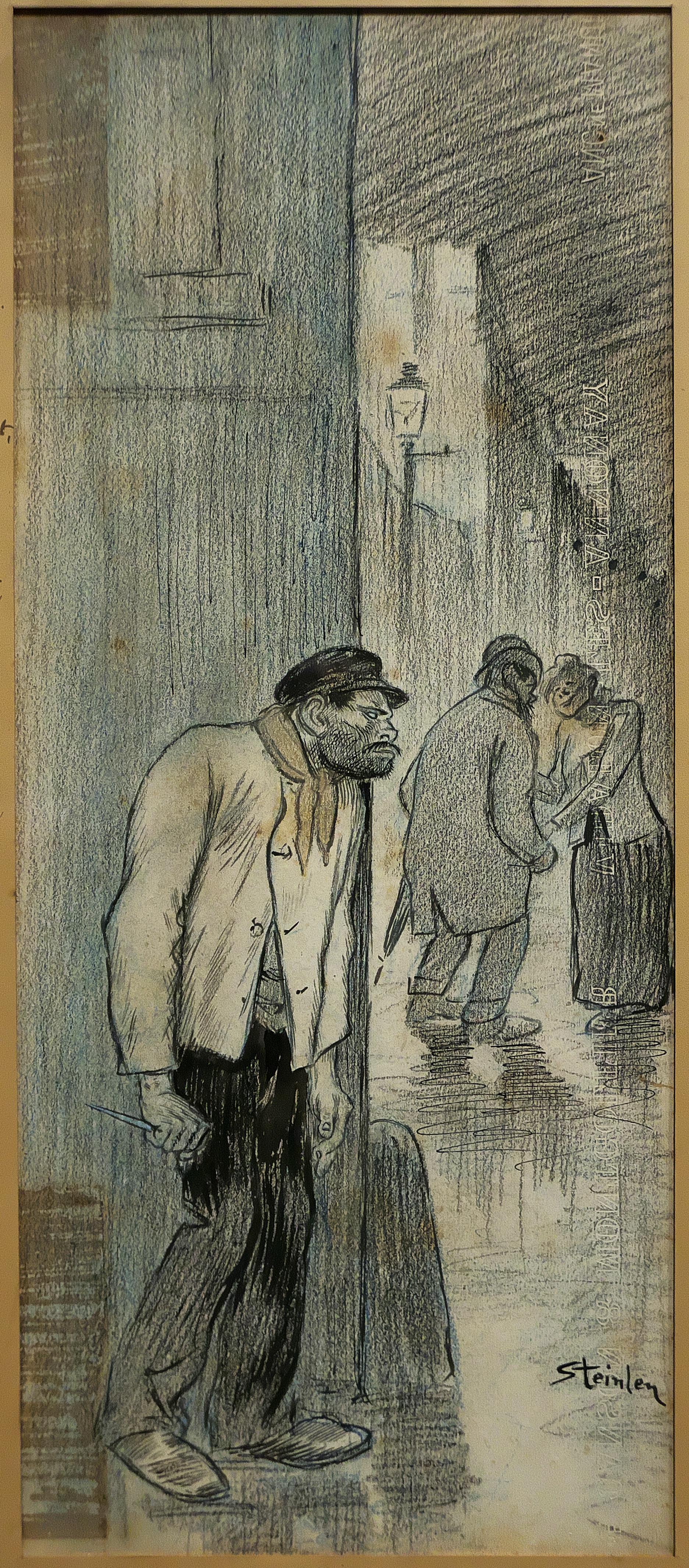
Il·lustració de Théophile Alexandre Steinlen, del 1895
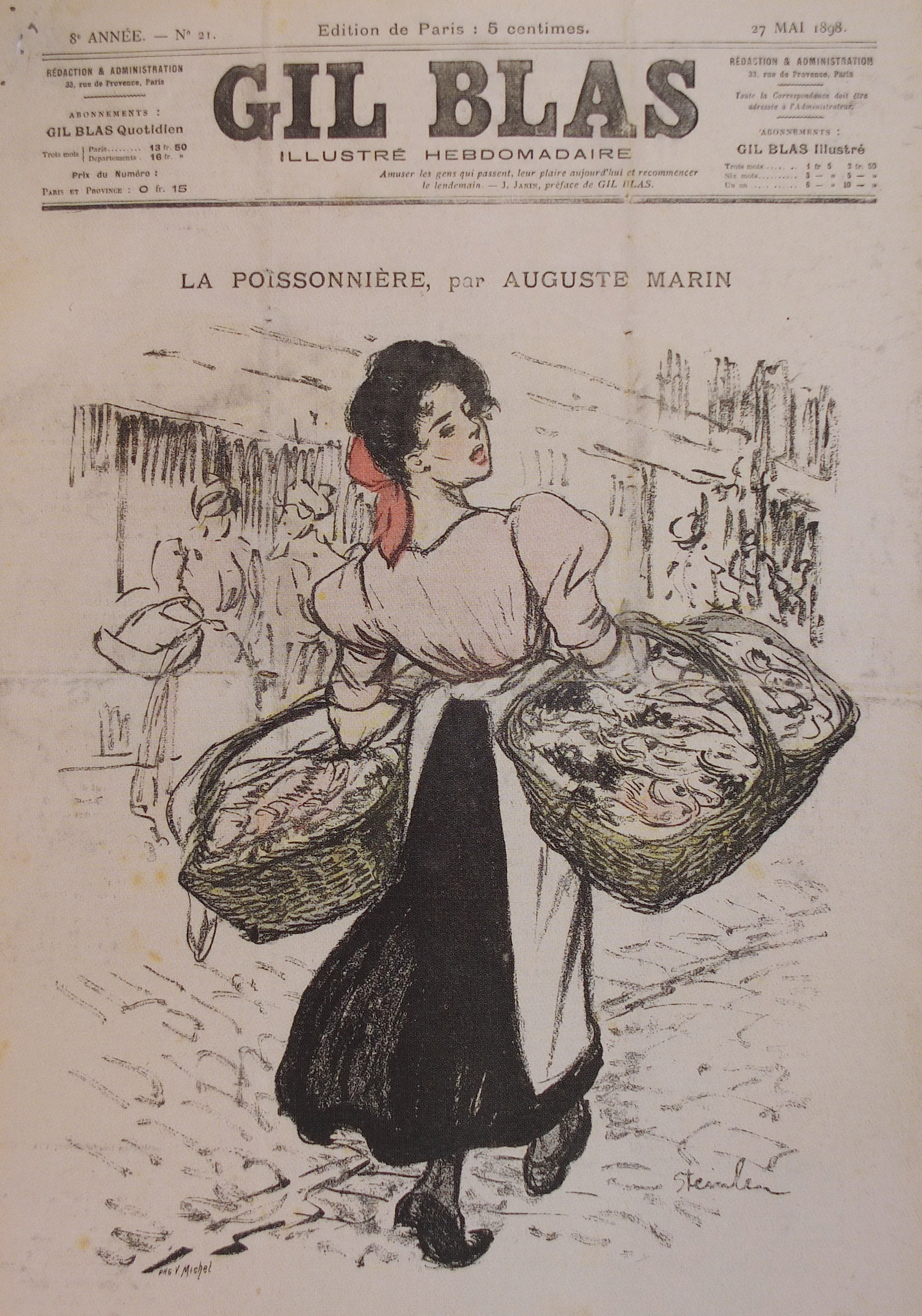
Il·lustració de Théophile Alexandre Steinlen, del 1898
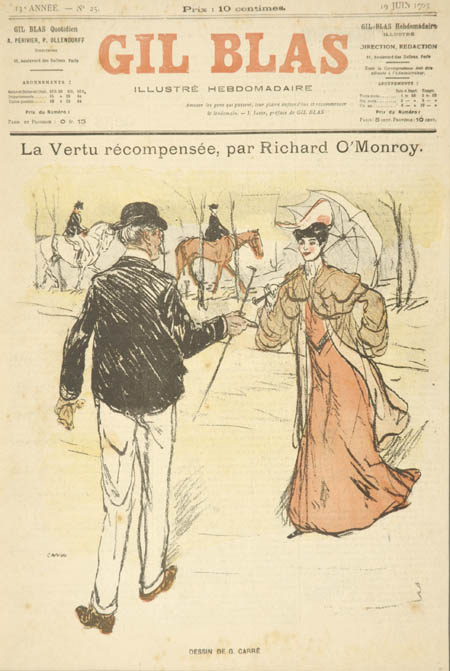
Il·lustració de Georges Carre, del 1903